# The First Slam Dunk
The First Slam Dunk is een Japanse animatiefilm uit 2022, geschreven en geregisseerd door Takehiko Inoue en gebaseerd op de gelijknamige manga van Takehiko Inoue.

## Verhaal
Ryota Miyagi is de pointguard van het basketbalteam van de Shohoku High School. Hij had een broer, Sota, die drie jaar ouder was dan hij en waarvan hij zijn passie voor basketbal geërfd heeft. Ryota en zijn teamgenoten Hanamichi Sakuragi, Takenori Akagi, Hisashi Mitsui en Kaede Rukawa dagen het basketbalkampioenenteam van de Sannoh Kogyo High School uit.

## Stemverdeling
| Personage          | Originele stem      |
| ------------------ | ------------------- |
| Ryota Miyagi       | Shugo Nakamura      |
| Hisashi Mitsui     | Jun Kasama          |
| Kaede Rukawa       | Shinichiro Kamio    |
| Hanamichi Sakuragi | Subaru Kimura       |
| Takenori Akagi     | Kenta Miyake        |
| Haruko Akagi       | Maaya Sakamoto      |
| Kiminobu Kogure    | Ryota Iwasaki       |
| Yohei Mito         | Chikahiro Kobayashi |
| Nozomi Takamiya    | Masafumi Kobatake   |
| Chuichirou Noma    | Kenichiro Matsuda   |
| Ayako              | Asami Seto          |
| Mitsuyoshi Anzai   | Katsuhisa Hōki      |
| Eiji Sawakita      | Shunsuke Takeuchi   |

## Productie
In 2003 benaderde Toshiyuki Matsui, een producer van Toei Animation, het kantoor van Inoue om te vragen of hij bereid was een Slam Dunk-film te maken die het verhaal zou voortzetten waar de animatieserie in 1996 was geëindigd, wegens de populaire ontvangst van de dvd-box. Het aanbod werd echter afgewezen maar zes jaar later, in 2009, benaderde het kantoor van Inoue, Matsui en vroeg hem een voorstel voor het project op te sturen. Vervolgens stelde Matsui een team samen onder leiding van Naoki Miyahara en Toshio Ohashi dat gedurende een periode van bijna vijf jaar, prototypevideo's ontwikkelde van de visuele look die met 3D-computergraphics (3DCG) kan worden gecreëerd. Het derde prototype, dat 3DCG combineerde met 2D-animatie werd door Inoue uiteindelijk goedgekeurd In december 2014 gaf Inoue groen licht voor de film. Matsui stelde vervolgens voor dat Inoue het script zou schrijven en regisseren, aangezien hij de persoon was die het meest vertrouwd was met de dialoog van de personages en hun visuele uiterlijk en expressie. Nadat Inoue had geaccepteerd, begon hij in januari 2015 aan het script te werken. In 2018 begon het werk aan de motion capture en modellen.
De eerste teaser-trailer van de film werd uitgebracht op 7 juli 2022 en een volledige trailer werd uitgebracht op 4 november 2022.

## Release en ontvangst
The First Slam Dunk ging op 3 december 2022 in première in Japan. De film kreeg positieve kritieken van de filmcritici, met een score van 100% op Rotten Tomatoes, gebaseerd op 43 beoordelingen.

## Prijzen en nominaties
De belangrijkste:
| Jaar | Prijs               | Categorie      | Genomineerde(n) | Uitslag  |
| ---- | ------------------- | -------------- | --------------- | -------- |
| 2023 | Japan Academy Prize | Beste animatie | Beste animatie  | Gewonnen |